# Zermelova věta
Princip dobrého uspořádání (značený někdy také WO z anglického Well-ordering theorem), z historických důvodů nazývaný také Zermelova věta, je následující tvrzení z oboru teorie množin:
Každou množinu lze dobře uspořádat.
Nebo přesněji:
Pro každou množinu {\displaystyle x\,\!} existuje relace {\displaystyle R\subseteq x\times x\,\!}, která je dobrým uspořádáním množiny {\displaystyle x\,\!}.

## Historie
Princip dobrého uspořádání poprvé formuloval a zároveň dokázal, že je důsledkem axiomu výběru (odtud název Zermelova „věta“), Ernst Zermelo roku 1904 v práci „Beweis, dass jede Menge wohlgeordnet werden kann“. Ve své době tento důkaz vyvolal mezi matematiky velký odpor pro způsob, jakým v něm bylo užito axiomu výběru.

## Důkaz
Princip dobrého uspořádání nelze dokázat ani vyvrátit ze základních axiomů Zermelovy-Fraenkelovy teorie množin — jedná se o tvrzení nezávislé na ZF. Poměrně snadno lze dokázat, že princip dobrého uspořádání vyplývá z axiomu výběru a naopak - axiom výběru vyplývá z principu dobrého uspořádání. Jedná se tedy o dvě ekvivalentní tvrzení.

## Význam
Přímo z axiomů ZF lze ukázat, že každá dobře uspořádaná množina je izomorfní s některým ordinálním číslem (tj. „hodně podobná“ některému ordinálnímu číslu — má stejnou strukturu). Společně s principem dobrého uspořádání tak dostáváme výsledek, podle kterého lze každou (sebevětší, sebestrašlivější, sebenepřehlednější) množinu zobrazit (a to dokonce izomorfně — se zachováním uspořádání) na některé ordinální číslo.
Důsledkem tohoto výsledku (je třeba znovu zdůraznit, že dokazatelného pouze z axiomu výběru, to znamená v ZFC, nikoliv v ZF) je mimo jiné:
- každá množina má mohutnost shodnou s některým kardinálním číslem
- každé dvě množiny jsou porovnatelné z hlediska jejich mohutnosti
- Banachův-Tarskiho paradox